# Cayeux-en-Santerre
Pour les articles homonymes, voir Cayeux et Santerre (homonymie).
Cayeux-en-Santerre est une commune française située dans le département de la Somme en région Hauts-de-France.

## Géographie

### Localisation
Cayeux-en-Santerre est un village picard de l'Amiénois et de la région naturelle du Santerre.
À vol d'oiseau, la commune est située à 7 km à l'ouest de Rosières-en-Santerre, 8 km au sud-est de Villers-Bretonneux, 10 km au nord-est de Moreuil, 12 km au sud-est de Corbie, 19 km au nord-ouest de Roye, 20 km au nord de Montdidier, 23 km au sud-est d'Amiens et à 49 km à l'ouest de Saint-Quentin.
Le territoire de la commune est limitrophe de ceux de sept communes.
Les communes limitrophes sont Wiencourt-l'Équipée, Beaucourt-en-Santerre, Caix, Guillaucourt, Ignaucourt, Marcelcave et Le Quesnel.

### Hydrographie

#### Réseau hydrographique
La commune est située dans le bassin Artois-Picardie. Elle est drainée par la Luce, la rivière la Luce et le ruisseau la Margot,.
La Luce, d'une longueur de 18 km, prend sa source dans la commune de Caix et se jette  dans l'Avre à Thennes, après avoir traversé 13 communes.

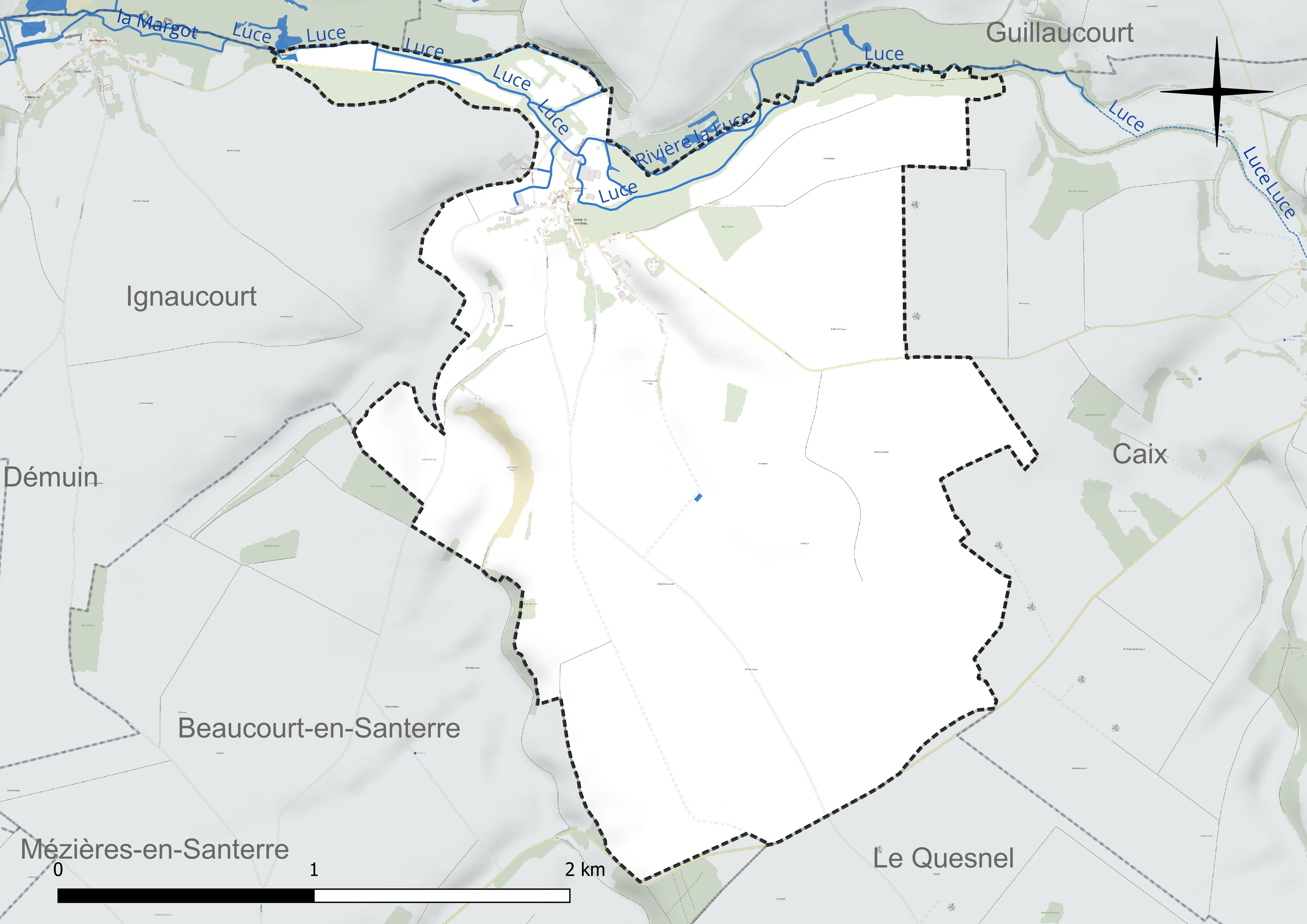
Réseau hydrographique de Cayeux-en-Santerre.

#### Gestion et qualité des eaux
Le territoire communal est couvert par le schéma d'aménagement et de gestion des eaux (SAGE) « Somme aval et Cours d'eau côtiers ». Ce document de planification concerne un territoire de 1 835 km2 de superficie, délimité par le bassin versant de la Somme canalisée. Le périmètre a été arrêté le 29 avril 2010 et le SAGE proprement dit a été approuvé le 6 août 2019. La structure porteuse de l'élaboration et de la mise en œuvre est le syndicat mixte d'aménagement hydraulique du bassin versant de la Somme (AMEVA).
La qualité des cours d'eau peut être consultée sur un site dédié géré par les agences de l'eau et l'Agence française pour la biodiversité.

### Climat
Pour des articles plus généraux, voir Climat des Hauts-de-France et Climat de la Somme.
En 2010, le climat de la commune est de type climat océanique dégradé des plaines du Centre et du Nord, selon une étude du CNRS s'appuyant sur une série de données couvrant la période 1971-2000. En 2020, Météo-France publie une typologie des climats de la France métropolitaine dans laquelle la commune est exposée à un climat océanique et est dans la région climatique Nord-est du bassin Parisien, caractérisée par un ensoleillement médiocre, une pluviométrie moyenne régulièrement répartie au cours de l'année et un hiver froid (3 °C).
Pour la période 1971-2000, la température annuelle moyenne est de 10,3 °C, avec une amplitude thermique annuelle de 14,2 °C. Le cumul annuel moyen de précipitations est de 708 mm, avec 11,4 jours de précipitations en janvier et 8,5 jours en juillet. Pour la période 1991-2020, la température moyenne annuelle observée sur la station météorologique la plus proche, située sur la commune de Rouvroy-en-Santerre à 10 km à vol d'oiseau, est de 10,8 °C et le cumul annuel moyen de précipitations est de 635,8 mm,. Pour l'avenir, les paramètres climatiques de la commune estimés pour 2050 selon différents scénarios d'émission de gaz à effet de serre sont consultables sur un site dédié publié par Météo-France en novembre 2022.

## Urbanisme

### Typologie
Au 1er janvier 2024, Cayeux-en-Santerre est catégorisée commune rurale à habitat dispersé, selon la nouvelle grille communale de densité à sept niveaux définie par l'Insee en 2022.
Elle est située hors unité urbaine. Par ailleurs la commune fait partie de l'aire d'attraction d'Amiens, dont elle est une commune de la couronne,. Cette aire, qui regroupe 369 communes, est catégorisée dans les aires de 200 000 à moins de 700 000 habitants,.

### Occupation des sols
L'occupation des sols de la commune, telle qu'elle ressort de la base de données européenne d'occupation biophysique des sols Corine Land Cover (CLC), est marquée par l'importance des territoires agricoles (88,5 % en 2018), une proportion identique à celle de 1990 (88,5 %). La répartition détaillée en 2018 est la suivante : 
terres arables (88 %), forêts (6,5 %), zones urbanisées (5 %), zones agricoles hétérogènes (0,5 %). L'évolution de l'occupation des sols de la commune et de ses infrastructures peut être observée sur les différentes représentations cartographiques du territoire : la carte de Cassini (XVIIIe siècle), la carte d'état-major (1820-1866) et les cartes ou photos aériennes de l'IGN pour la période actuelle (1950 à aujourd'hui).

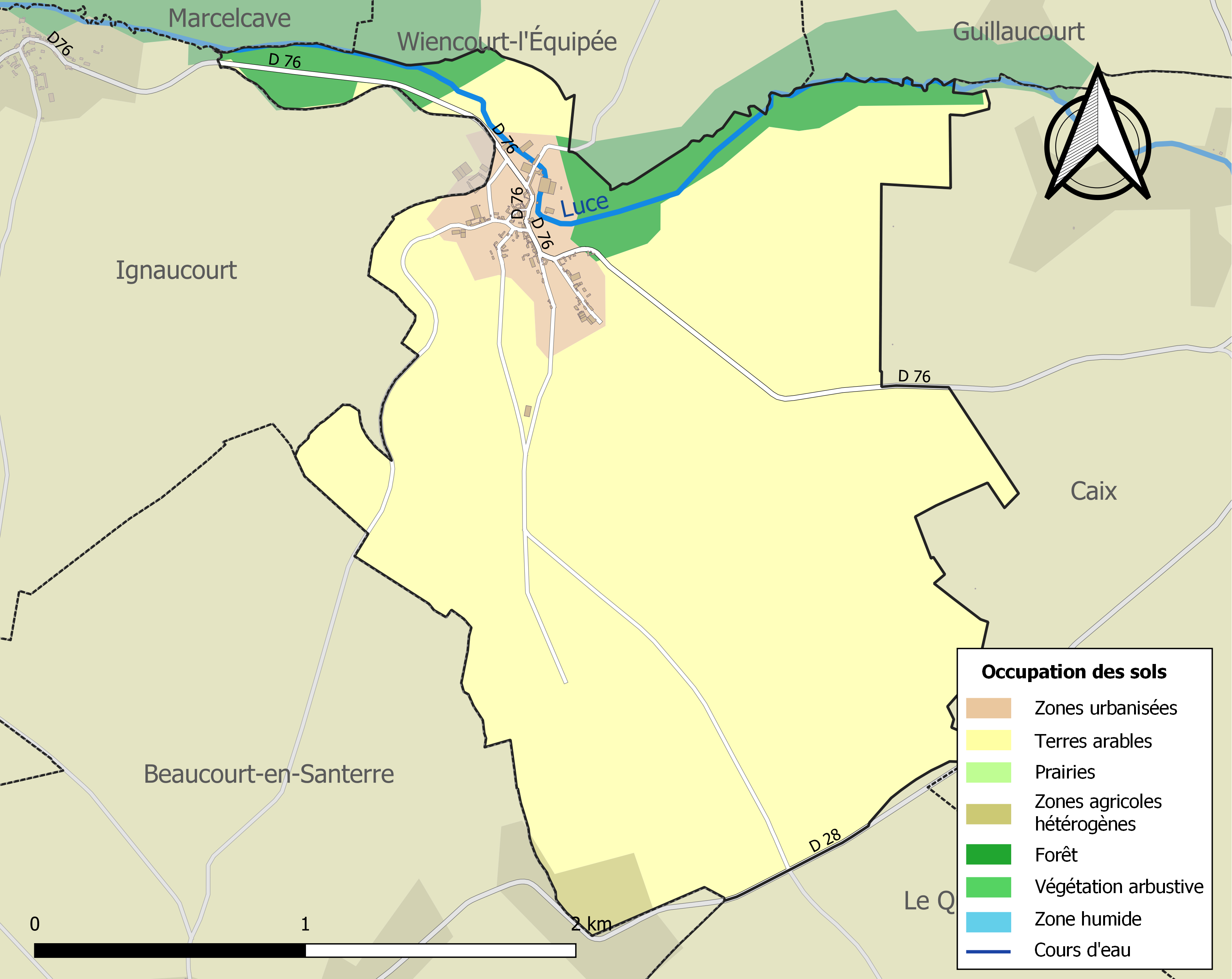
Carte des infrastructures et de l'occupation des sols de la commune en 2018 (CLC).

## Toponymie
Le nom de la localité est attesté sous les formes Kaieu (1196.) ; Kaeu (1196.) ; Caious (1201.) ; Caieu (1201.) ; Caieus (1201.) ; Caieux (1201.) ; Caues (1230.) ; Caus (1230.) ; Kailleu (1252.) ; Kaillieu (1252.) ; Chaieus (1267.) ; Cayeus (1301.) ; Cayeux (1384.) ; Cayeu (1314.) ; Cayeus-en-Santer (1487.) ; Cayeurs-en-Santers (1487.) ; Cajeux (1648.) ; Ouiu (1638.) ; Quiu (1657.) ; Quaieu (1710.) ; Cayeux-en-Santerre (1836).
De l'oïl cayeu , cailleux « caillou ». Ce nom dérive du nom de lieu « caille » qui désignait autrefois un « endroit caillouteux ».
Le Santerre est une région naturelle de France située au cœur de la Picardie, et de l'actuelle région Hauts-de-France.

## Histoire
Des traces de substructions préhistoriques ont été découvertes par photographies aériennes de Roger Agache.

### Première Guerre mondiale
Cayeux-en-Santerre abrita un hôpital militaire d'évacuation,, fort de 600 lits pendant la Première Guerre mondiale, et l'armée construisit deux voies ferrées dédiées au ravitaillement et au rapatriement des blessés et des morts,,,, encore utilisées en 1920 pour les besoins de la reconstruction. Un camp de spahis y était en service durant l'automne 1916,,,, comprenant, semble-t-il, également des tirailleurs tonkinois.
Cayeux-en-Santerre a été libérée le 8 août 1918 par les Canadiens.
Le village, partiellement détruit à l'issue du conflit, a été décoré de la croix de guerre 1914-1918 le 3 novembre 1920.

## Politique et administration

### Rattachements administratifs et électoraux
La commune se trouve dans l'arrondissement de Montdidier du département de la Somme. Pour l'élection des députés, elle fait partie depuis 2012 de la quatrième circonscription de la Somme.
Elle fait partie depuis 1801 du canton de Moreuil, qui a été modifié et agrandi dans le cadre du redécoupage cantonal de 2014 en France.

### Intercommunalité
La commune était membre de la communauté de communes du canton de Moreuil, créée par un arrêté préfectoral du 4 décembre 1992 et renommée communauté de communes Avre Luce Moreuil (CCALM) par arrêté préfectoral du 6 mai 1996.
Dans le cadre des dispositions de la loi portant nouvelle organisation territoriale de la République du 7 août 2015, qui prévoit que les établissements publics de coopération intercommunale (EPCI) à fiscalité propre doivent avoir un minimum de 15 000 habitants, la préfète de la Somme propose en octobre 2015 un projet de nouveau schéma départemental de coopération intercommunale (SDCI) prévoyant la réduction de 28 à 16 du nombre des intercommunalités à fiscalité propre du département.
Après des hypothèses de regroupement des communautés de communes du Grand Roye (CCGR), du canton de Montdidier (CCCM), du Santerre et d'Avre, Luce et Moreuil, la préfète dévoile en octobre 2015 son projet qui prévoit la « des communautés de communes d'Avre Luce Moreuil et du Val de Noye », le nouvel ensemble de 22 440 habitants regroupant 49 communes,. À la suite de l'avis favorable des intercommunalités et de la commission départementale de coopération intercommunale en janvier 2016 puis des conseils municipaux et communautaires concernés, la fusion est établie par un arrêté préfectoral du 22 décembre 2016, qui prend effet le 1er janvier 2017.
La commune est donc désormais membre de la communauté de communes Avre Luce Noye (CCALN).

### Liste des maires
| Période                                  | Période                     | Identité           | Étiquette | Qualité                         |
| ---------------------------------------- | --------------------------- | ------------------ | --------- | ------------------------------- |
| Les données manquantes sont à compléter. |                             |                    |           |                                 |
|                                          | 1995                        | Pierre Jourdin     |           |                                 |
| 1995                                     |                             | Philippe Vermersch |           | Réélu pour le mandat 2014-2020, |
|                                          | En cours (au 1er juin 2020) | Hélène Attagnant   |           | Réélue pour le mandat 2020-2026 |

## Population et société
Les habitants s'appellent des Cayolais(es).

### Démographie
L'évolution du nombre d'habitants est connue à travers les recensements de la population effectués dans la commune depuis 1793. Pour les communes de moins de 10 000 habitants, une enquête de recensement portant sur toute la population est réalisée tous les cinq ans, les populations de référence des années intermédiaires étant quant à elles estimées par interpolation ou extrapolation. Pour la commune, le premier recensement exhaustif entrant dans le cadre du nouveau dispositif a été réalisé en 2004.

En 2022, la commune comptait 123 habitants, en évolution de +2,5 % par rapport à 2016 (Somme : −1,26 %, France hors Mayotte : +2,11 %).
| 1793 | 1800 | 1806 | 1821 | 1831 | 1836 | 1841 | 1846 | 1851 |
| ---- | ---- | ---- | ---- | ---- | ---- | ---- | ---- | ---- |
| 190  | 195  | 188  | 234  | 267  | 279  | 243  | 253  | 254  |

| 1856 | 1861 | 1866 | 1872 | 1876 | 1881 | 1886 | 1891 | 1896 |
| ---- | ---- | ---- | ---- | ---- | ---- | ---- | ---- | ---- |
| 274  | 250  | 219  | 235  | 222  | 215  | 200  | 198  | 168  |

| 1901 | 1906 | 1911 | 1921 | 1926 | 1931 | 1936 | 1946 | 1954 |
| ---- | ---- | ---- | ---- | ---- | ---- | ---- | ---- | ---- |
| 185  | 178  | 171  | 185  | 151  | 134  | 139  | 114  | 102  |

| 1962 | 1968 | 1975 | 1982 | 1990 | 1999 | 2004 | 2006 | 2009 |
| ---- | ---- | ---- | ---- | ---- | ---- | ---- | ---- | ---- |
| 108  | 101  | 87   | 84   | 87   | 79   | 78   | 75   | 114  |

| 2014 | 2019 | 2022 | - | - | - | - | - | - |
| ---- | ---- | ---- | - | - | - | - | - | - |
| 114  | 123  | 123  | - | - | - | - | - | - |

### Enseignement
La commune fait partie du RPI (regroupement pédagogique intercommunal) de Bayonvillers / Guillaucourt / Wiencourt / Lamotte-Warfusée / Cayeux-en-Santerre.
Pour l'année scolaire 2019 - 2020 :
- classe de maternelle à l'école de Lamotte ;
- classe de CP / CE 1 /CE2 à l'école de Lamotte ;
- classe de CE2/ CM1/ CM2 à l'école de Warfusée.

Un service de restauration et de garderie est mis en place à côté de la mairie.

## Culture locale et patrimoine

### Lieux et monuments
- Les ruines du château de Cayeux-Santerre.
- L'église Saint-Martin[58],[59],[60], du XVIe siècle, ayant subi d'importantes destructions pendant la Première Guerre mondiale et restaurée depuis. Elle comprend des aménagements et décorations des XVIe au XVIe siècle[Quoi ?].

- L'ancien moulin à eau.

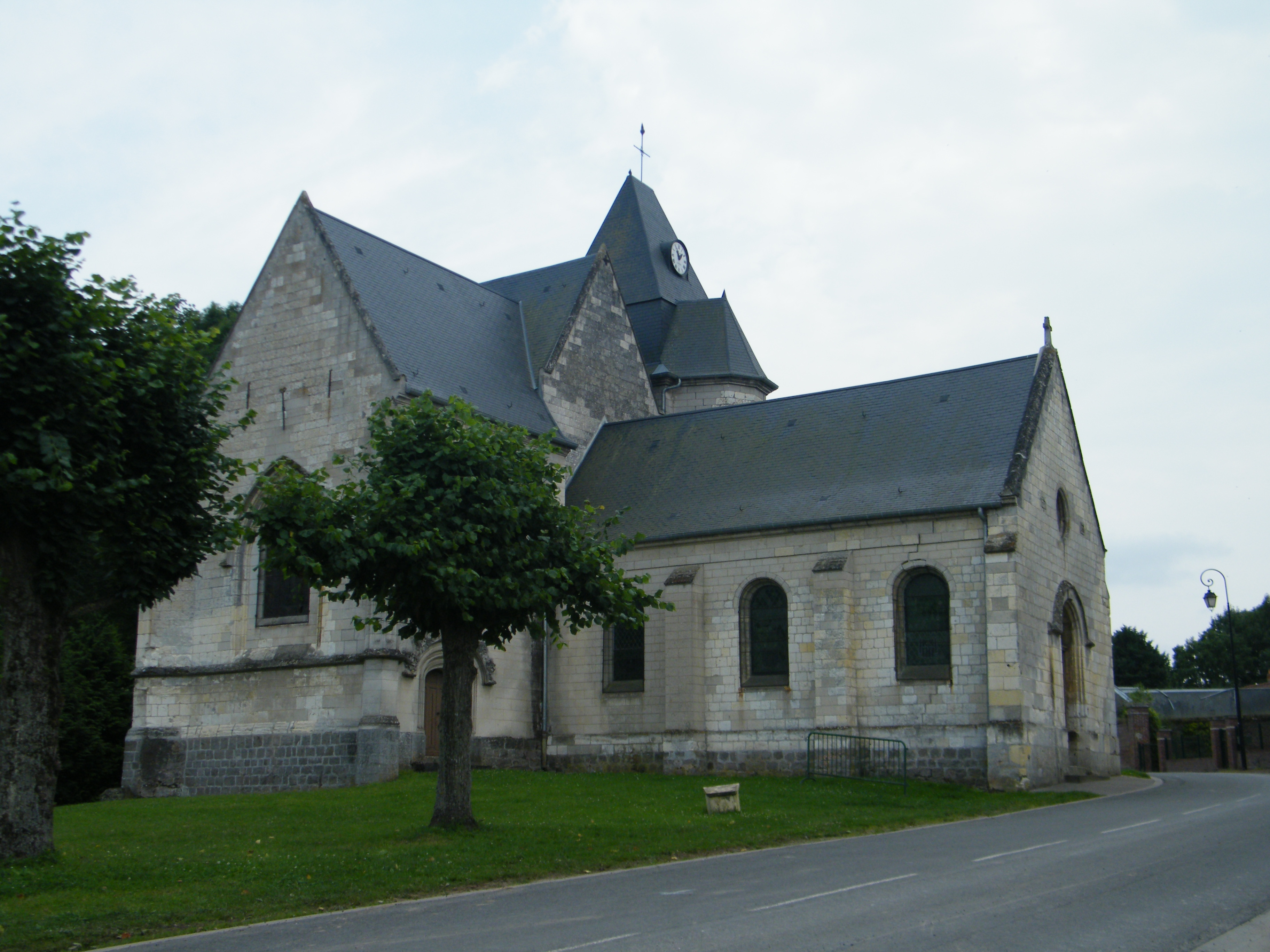
L'église Saint-Martin.
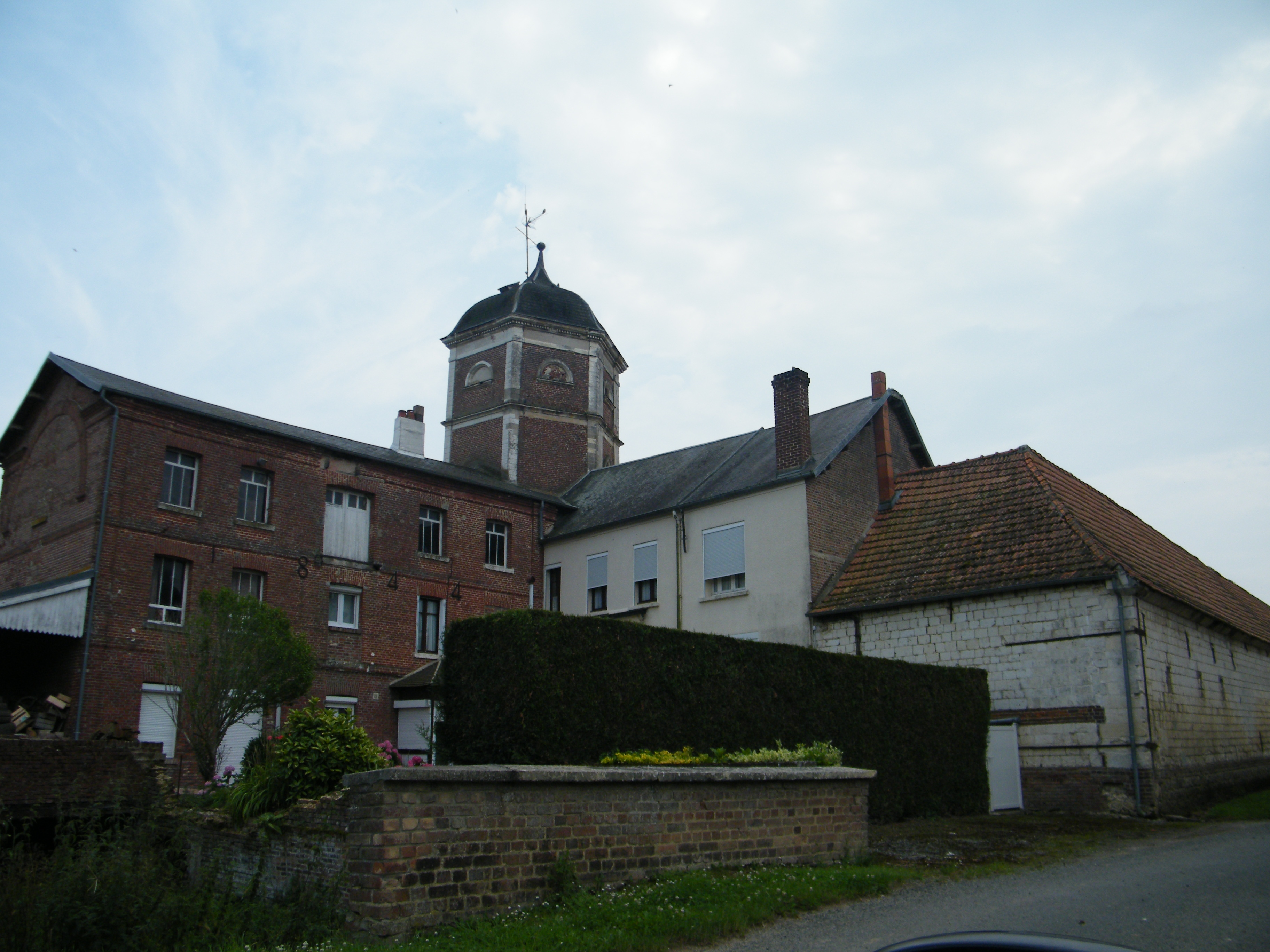
L'ancien moulin à eau.

### Personnalités liées à la commune
Installé à Cappy avec son escadrille depuis le 8 avril 1918, le fameux « Baron Rouge », Manfred von Richthofen, est alors crédité de 78 victoires. Du fait d'un brouillard persistant et des nuages bas, les avions ne reprennent l'air que le 20 avril. Ce jour-là, entre Cayeux-en-Santerre et Beaufort-en-Santerre, le Baron Rouge abat son 79e avion, piloté par le commandant Richard Raymond Barker qui est tué. En retournant sur Cappy, il abat, au-dessus de Foucaucourt-en-Santerre, le lieutenant D. G. Lewis qu'il oblige à se poser. Crédité de sa 80e victoire officielle, le Baron Rouge sera abattu le lendemain dimanche 21 avril 1918, à Sailly-le-sec, par le capitaine Arthur « Roy » Brown.